# کمدن (مین)
کمدن(به انگلیسی: Camden) شهری در ایالت مین کشور ایالات متحده آمریکا است که جمعیت آن در سرشماری سال ۲۰۱۰ میلادی، ۳٬۵۷۰ نفر بوده‌است.